# Lưỡng chóp tam giác

Hình lưỡng chóp tam giác

Hình lưỡng chóp tam giác (Tiếng Anh: Triangular bipyramid) là một khối đa diện được tạo thành bằng cách ghép hai hình chóp tam giác có chung một mặt đáy. Hình này có 6 mặt đều là hình tam giác, có 9 cạnh, 5 đỉnh.

## Phân loại
- Lưỡng chóp tam giác đều: Đây là trường hợp tất cả sáu mặt đều là các tam giác đều bằng nhau. Do đó, tất cả chín cạnh của nó cũng có độ dài bằng nhau.
- Lưỡng chóp tam giác không đều: Trong trường hợp này, các mặt của hình khối là các tam giác thường hoặc tam giác cân không đều. Cấu trúc này được tạo thành từ việc ghép hai tứ diện bất kỳ.

## Diện tích, thể tích của hình lưỡng chóp tam giác đều
- Diện tích toàn phần: {\displaystyle S={\cfrac {3{\sqrt {3}}}{2}}a^{2}}
- Thể tích: {\displaystyle V={\frac {\sqrt {2}}{6}}a^{3}}

Với a là độ dài 1 cạnh.

## Ứng dụng

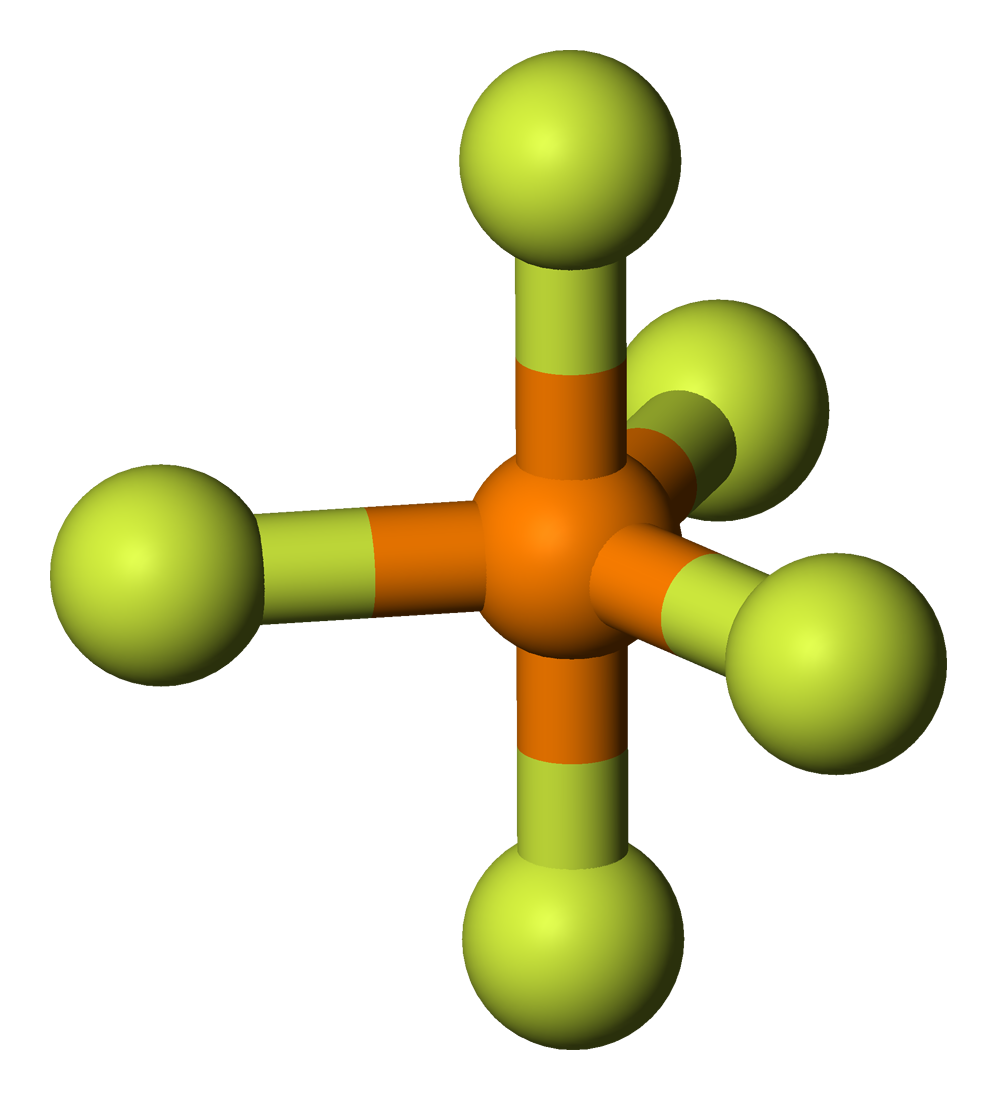
Phân tử phosphor pentafluoride

Hình lưỡng chóp tam giác xuất hiện rất phổ biến trong thuyết sức đẩy VSEPR để mô tả hình học phân tử có 5 cặp electron xung quanh nguyên tử trung tâm (AX5), ví dụ: phân tử phosphor pentafluoride (PF5).